# Даргавс
Дарга́вс (осет. Дæргъæвс) — село в Пригородном районе Республики Северная Осетия — Алания.
Административный центр муниципального образования «Даргавское сельское поселение».

## География
Село расположено в юго-западной части Пригородного района, на правом берегу реки Гизельдон, в центре межгорной котловины. Находится в 37 км к юго-западу от города Владикавказ.

## Этимология
Происхождение названия селения имеет несколько объяснений — осет. дуаргæс («привратник или защитник ущелья»), либо от осет. даргъ («длинный») + фæз («поляна»).

## История

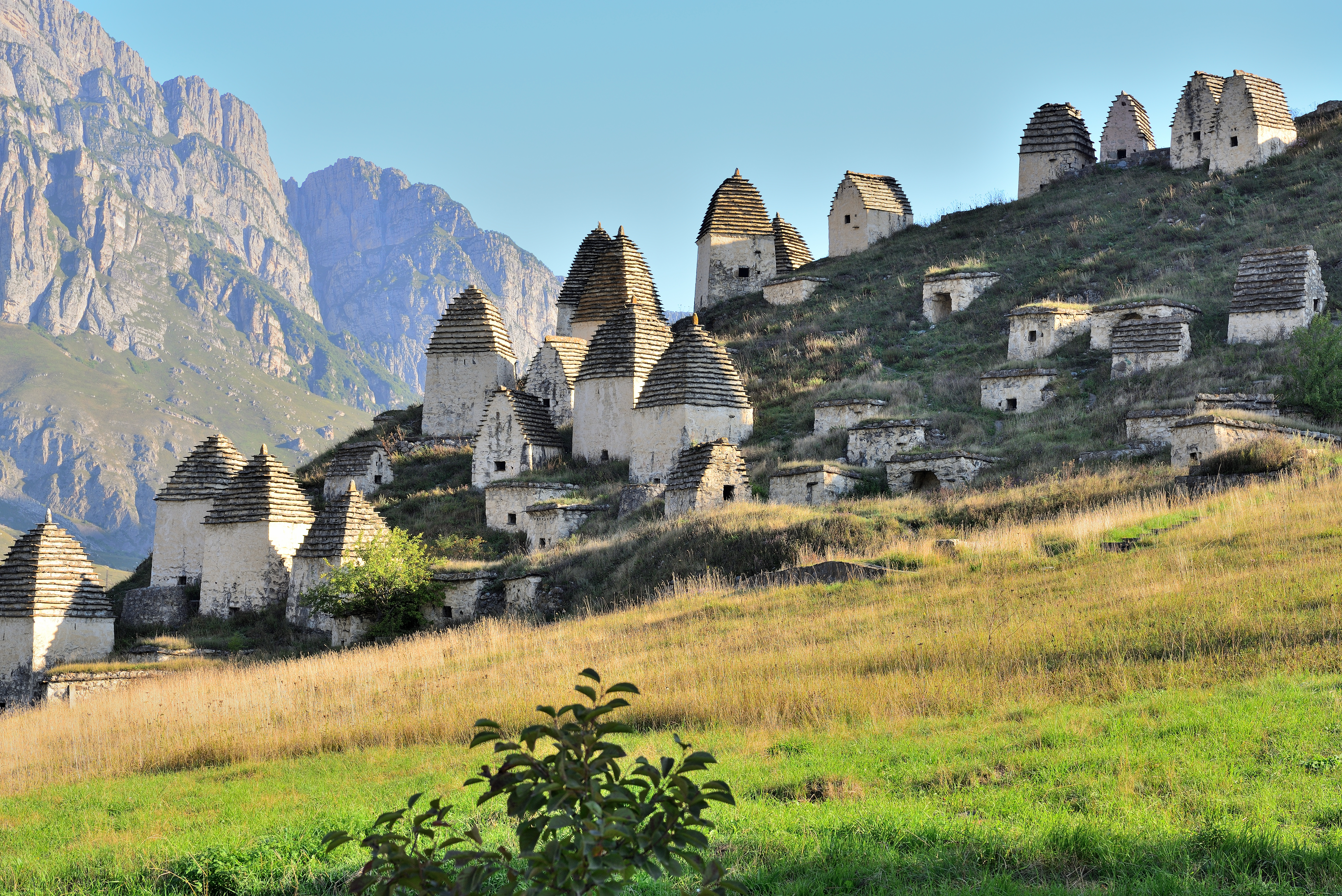
Некрополь у селения Даргавс

Местность, где располагается селение, была заселена с эпохи бронзового века. Здесь обнаружено большое количество археологических памятников, в том числе аланский могильник конца I тысячелетия н. э.
В Средние века Даргавс был одним из главных центров формирования Тагаурского общества. Согласно историческим и генеалогическим преданиям, здесь жил царевич Тага, родоначальник родов и фамилий, относившихся к высшему сословию Восточной Осетии. Из Даргавса происходили многие знатные (алдарские) фамилии Осетии.
Переселение большей части жителей селения на равнину началось после основания в 1763 году крепости Моздок. В 1830 году во время восстания в Осетии в Даргавс ворвались царские войска под командованием генерала Абхазова. Множество горцев было убито, несколько башен было разрушено. Руководители восстания были сосланы в Сибирь.

## Население
| 2002 | 2010 | 2021 |
| ---- | ---- | ---- |
| 155  | →155 | ↗158 |

## Архитектурные памятники
Селение богато различными архитектурными памятниками, особенно известно боевыми башнями и «Городом мёртвых» (осет. Дæргъæвсы зæппæдзтæ), состоящим из 95 склепов различного типа. На берегу реки Уаллагдон находится башня Мамсуровых, высотой в 16 метров (по версии И. П. Щелбыкина построена ингушскими строителями башен Дуго Ахриевым и Хазби Цуровым). Несмотря на то что верхняя часть башни разрушена, она впечатляет своими размерами и безукоризненным качеством кладки. Арочный вход располагается на высоте 2 метров; в случае опасности люди поднимались по приставной деревянной лестнице, втаскивали её за собой, запирая вход окованной железом дверью.
Башня Аликовых возвышается над «городом мёртвых», в километре от селения, на склоне горы Раминыраг. Масыг имеет четыре балкончика (машикуля). Эта башня контролировала подступы к Даргавсу со стороны Геналдонского ущелья. Известна также под названием башня Бадтиевых, захвативших башню позднее. Башня сильно пострадала в результате землетрясения в 1923 году.
На восточной окраине аула расположена жилая башня Дегоевых, рядом с которой обнаружены руины боевой башни Дегоевых. Жилая башня Дегоевых представляла собой хорошо защищённый дом-крепость, внутри которой находились: очаг, над которым висела цепь, резное деревянное кресло для старшего мужчины (хистæр), низкие трёхногие столики для еды (фынг), выдолбленная из ствола дерева кадушка для воды, деревянные самодельные кровати, лавка, на полках расставлялась деревянная и глиняная посуда, на стене почётное место занимало холодное и огнестрельное оружие.
В Даргавсе также существуют в различной степени сохранности следующие памятники архитектуры: комплекс Тароевых, замок (галуан) Сахмановых, башня Джибиловых, жилая башня Сасиевых, башня и ганах Байматовых, а также множество других памятников неустановленной принадлежности.
В центре села находится мемориал погибшим в годы Великой Отечественной войны, напротив него через дорогу — памятник И. В. Сталину.

## Галерея

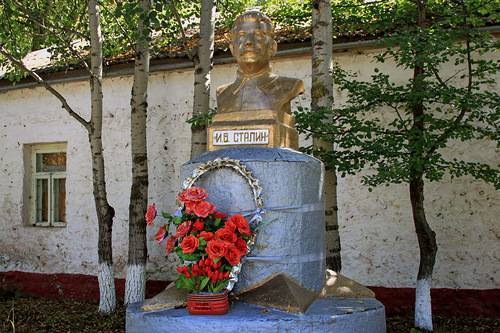
Памятник И. В. Сталину в Даргавсе
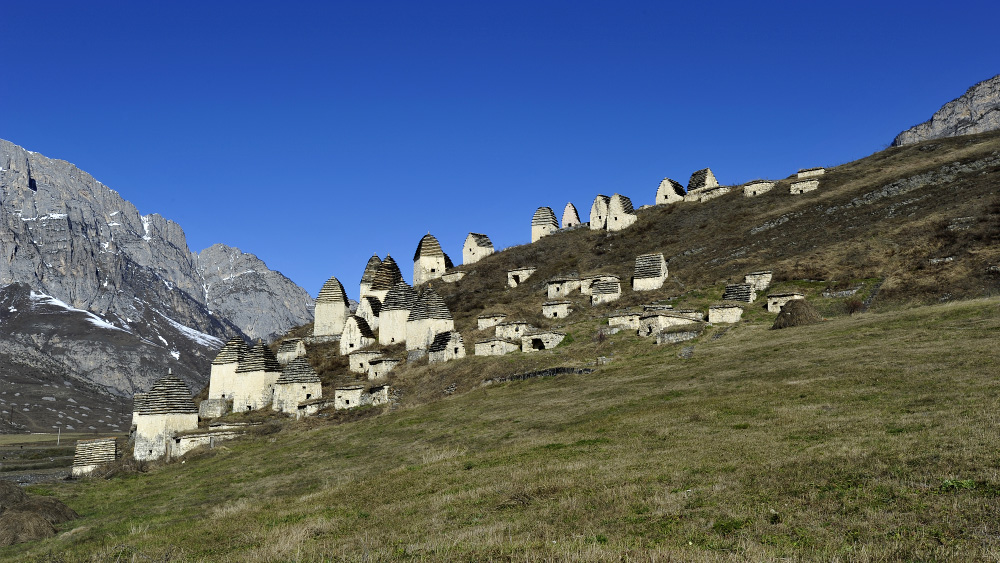
Погребальный склеповый комплекс «Город мёртвых» за селом
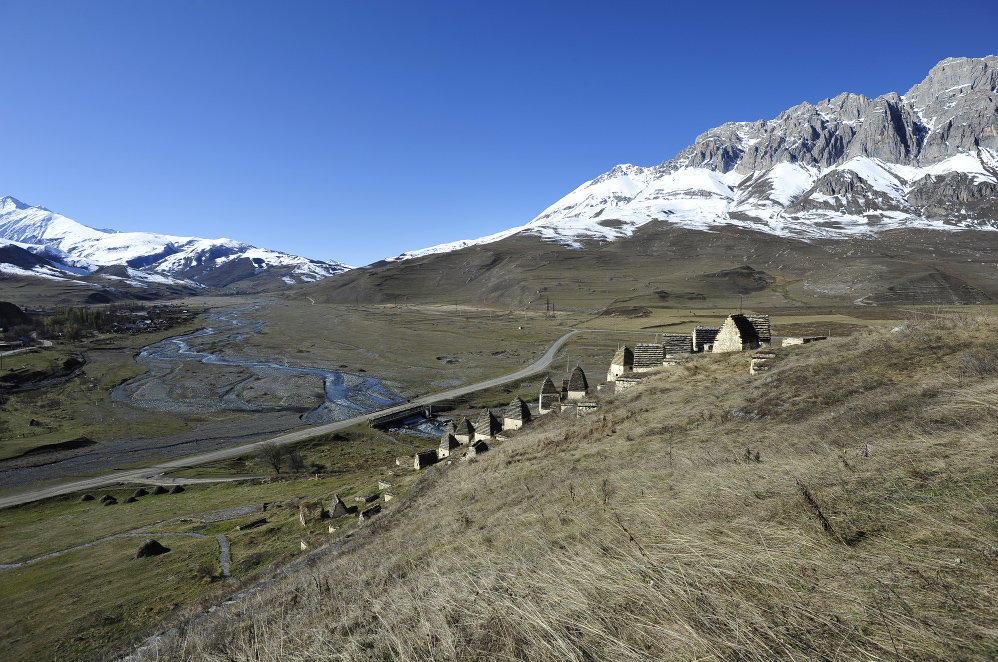
Вид на Даргавсскую долину
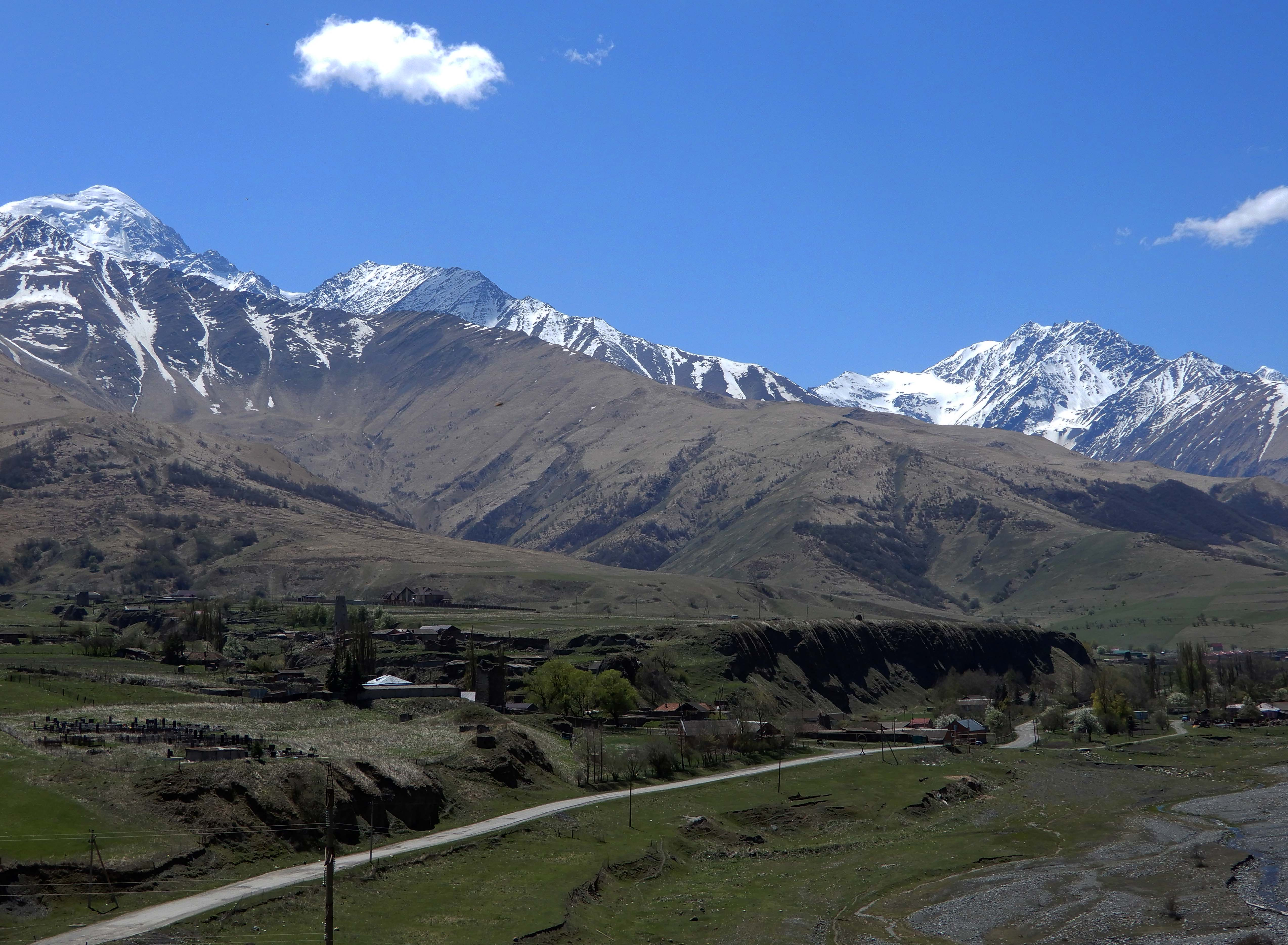
Общий вид села